# Langelandia thesalica
Langelandia thesalica is een keversoort uit de familie somberkevers (Zopheridae). De wetenschappelijke naam van de soort werd in 1985 gepubliceerd door Daffner.